# 텍사코 컵

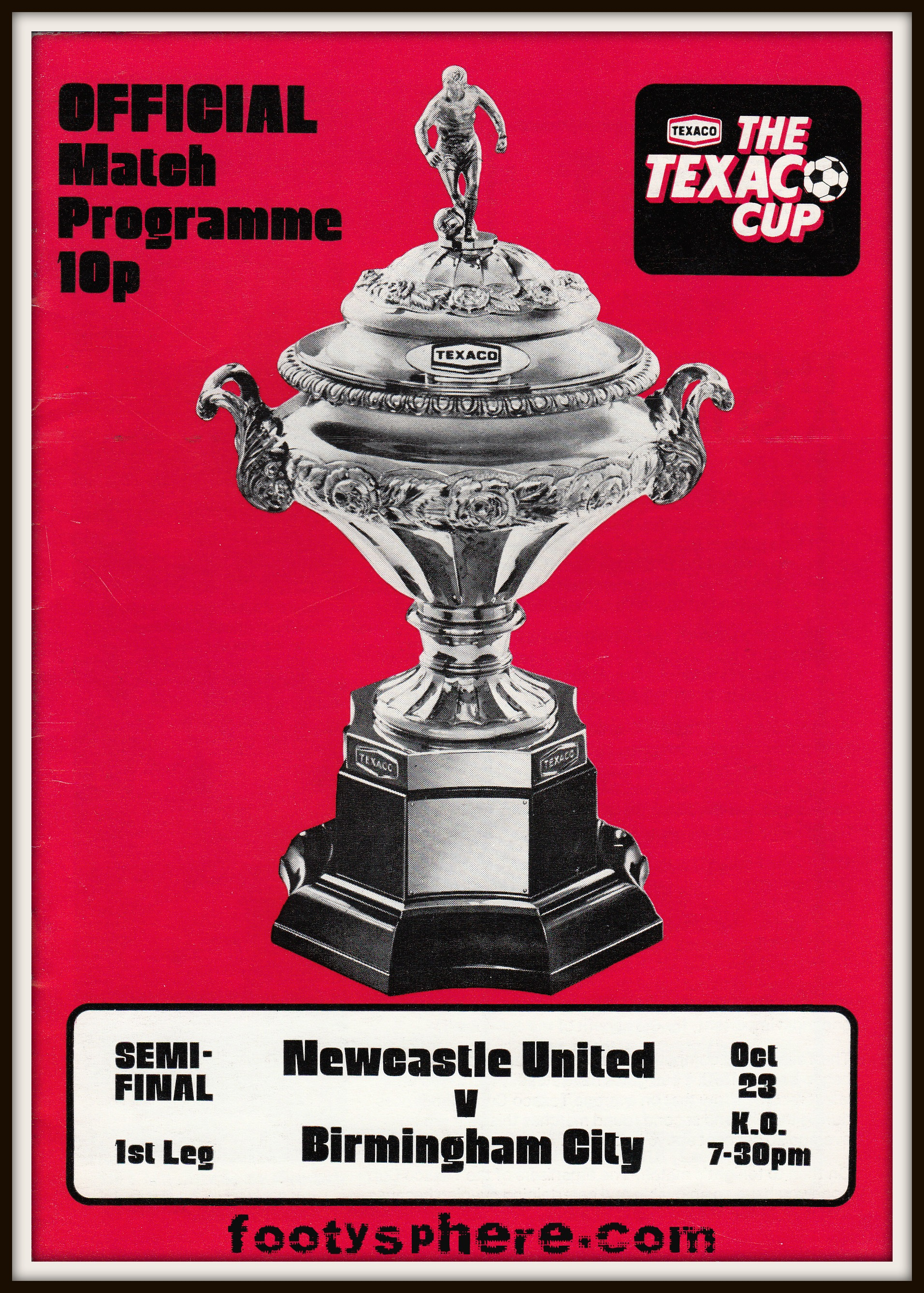

텍사코컵(Texaco Cup)은 매년 영국 상위리그와 하위리그 챔피언을 모아 최고 챔피언을 결정하는 컵대회였다.
1902-03 시즌에서 국왕 알폰소 13세의 대관식을 축하하기 위해 처음으로 개최되었으며, 이 때의 우승 팀은 맨체스터 유나이티드이다. 72-73 시즌에 입스위치 타운 FC가 우승을 차지하는 것을 끝으로 막을 내렸다.